# Costituzione della Romania del 1923
La Costituzione della Romania del 1923 dal 29 marzo 1923 (anche conosciuta come incompleta e incoretta "Costituzione del 1923" - perché nelle costituzioni sono sempre specificate il giorno, il mese e l'anno di entrata in vigore) è la Costituzione adottata dopo la Grande Unione. Fu in vigore fino all'adozione della Costituzione del 1938 e poi (con restrizioni) tra il 1944 e il 1947.
Elaborata nel 1923, il progetto di Costituzione fu sottoposto al dibattito parlamentare. Dopo essere stata approvata dal Parlamento, è stata visionata e promulgata da Re Ferdinando I, il 28 marzo 1923, pubblicata nel Monitorul Oficial n 282 del 29 marzo 1923 la data in cui è entrata in vigore.
Secondo la Costituzione del 1923, la Romania era una monarchia costituzionale, uno stato nazionale, unitario, indivisibile, con un territorio inalienabile. La Costituzione dell'unificazione, come viene chiamata, conferma la Grande Romania e si basa sulla Costituzione del 1866, dimostra il fatto che dei 138 articoli, 78 sono stati conservati da quella del 1866. Re Ferdinando I (1914-1927) è l'elemento chiave della vita politica. Ha esercitato il potere esecutivo, nominato e revocato i ministri, confermato e promulgato le leggi, era il capo dell'esercito, aveva il diritto di veto, di essere in grado di coniare, di decorare, di concedere l'amnistia e il perdono, di convocare e sciogliere il Parlamento, concludere trattati (che si sono resi disponibili dopo che sono stati approvati dal Parlamento). Il Parlamento costituiva il potere legislativo all'interno del regime democratico. Era bicamerale (Senato e Assemblea dei Deputati) e aveva lo scopo di approvare leggi, di abrogare e di avere il controllo sulle attività di governo.
Questa costituzione legittimò il principio della separazione dei poteri statali:
- potere legislativo - esercitato collettivamente dalle Assemblee Legislative (Senato e Assemblea dei Deputati) e dal Re;
- potere esecutivo - affidato al Re, che lo esercita "in modo regolare attraverso la Costituzione" (attraverso il governo formato dal partito o dall'alleanza che vince le elezioni parlamentari). La formula sintetica che esprimeva questo principio, ampiamente conosciuto dal pubblico, era il re che regnava, non governando.
- potere giudiziario - assegnato all'Alta Corte di Cassazione e Giustizia e ai tribunali.

Questa costituzione ha rafforzato la Grande Unione, ha creato la vita politica democratica della Romania fino al 1938, quando ha adottato la Costituzione del 1938 tramite plebiscito.
Dal momento che la Costituzione del 1938 era un documento meno democratico rispetto a quella del 1923 (elaborata sotto la pressione politica dell'aumento del totalitarismo nazista e sovietico in tutta Europa), dopo gli eventi del 23 agosto 1944, Re Michele ha ripristinato la Costituzione del 1923. Dal punto di vista legale, era in vigore (con molte restrizioni e violazioni di fatto, generate dall'occupazione militare sovietica e dal continuo aumento dell'influenza politica dei comunisti) al colpo di Stato del 30 dicembre 1947, quando il Partito Comunista Rumeno, aiutato dagli occupanti, ha ottenuto, attraverso ricatti e minacce di forza, la firma del re su un atto illegale di abdicazione. Quella stessa sera, attraverso una sessione di scrutinio dell'Assemblea dei Deputati (che era in festa parlamentare, gli eletti non erano nemmeno presenti, ma lasciati nei distretti territoriali) i comunisti hanno dato un'apparenza di legalità al colpo di Stato, "smantellando" non solo l'istituzione della monarchia, ma anche la Costituzione in vigore. Seguì un periodo di vuoto costituzionale, fino all'adozione della Costituzione della Repubblica Popolare Rumena, che ebbe luogo il 13 aprile 1948.